# Сикка (народ)
Сикка (сика) — народ, проживающий в Индонезии на перешейке центрально-восточной части 
острова Флорес, в административной области Сикка. В городе Маумере — центр области, Сикка занимают отдельный квартал. Приблизительная численность - 175 тыс. человек. Язык, на котором говорят Сикка, имеет одноименное название с названием народа — сикка. Это язык из центральноавстронезийской группы австронезийской семьи.

## Религия
Сикка — католики; горные сикка сохраняют традиционные верования: культ предков и аграрные культы.

## Культура
Сикка — автотхонное население острова Флорес. Материальная культура горцев сохранила больше традиционных элементов, чем на побережье, особенно в западной части, где с XVII века активно работала католическая миссия: здесь их культура приобрела европейские черты.

## Традиционные виды деятельности
Сикка занимается подсечно-огневым земледелием. На западе прибрежной области применяют ирригацию.
Пищевые культуры — рис, кукуруза, маниок, просо; товарные — арахис и кокосовая пальма. Также держат лошадей, мелкий рогатый скот, птицу. Распространено прибрежное рыболовство. Развиты ткачество и плетение. Товарно-денежные отношения переплетаются с многочисленными пережитками первобытно-общинного строя, проявляющимися в системе землевладения, регулирования браков и в быту.

## Быт
Горные деревни невелики, имеют круговую планировку, расположены на крутых склонах гор, что служило защитой от нападения. Посреди поселения расположена площадь с храмом и родовыми святынями-мегалитами. Прибрежные поселения имеют линейный план, расположены вдоль дороги или реки. Жилище каркасно-столбовой конструкции, свайное, в горах рассчитано на большесемейную общину, в прибрежных районах — на малую семью.
Одежда горцев состоит из юбки или набедренной повязки. В прибрежных деревнях носят каин и кофту или рубашку.
Пища — растительная, в основном, каши из крупяных и кукурузы с острыми приправами, фрукты и сок. Рыбу и мясо едят по праздникам.